# Saint-Laurent-d'Oingt
Saint-Laurent-d'Oingt era un comune francese di 842 abitanti situato nel dipartimento del Rodano della regione Alvernia-Rodano-Alpi.
Il 1º gennaio  2017 si è fuso con Le Bois-d'Oingt e Oingt per formare il nuovo comune di Val d'Oingt.
Il suo territorio è bagnato dalle acque del fiume Azergues.

## Società

### Evoluzione demografica
Abitanti censiti